# 織田楢次
織田 楢次（おだ ならじ、1908年 - 1980年）は朝鮮伝道で活躍した日本の牧師である。後に、田永福と改名した。

## 経歴
1908年大阪に、土建業を営む家に生まれ、兵庫県の芦屋で育つ。生後1歳で母親をなくし、11歳の時父親を亡くして、寺で修行に預けられ修行をする。1925年、旧制中学を卒業した時、17歳で寺を飛び出し、神戸を放浪する。
路傍伝道をしていた日本伝道隊の一団に出会い、堀内文一牧師の教会に寄寓することになる。堀内牧師から洗礼を受け、牧師になることを勧められ、1926年に聖書学舎（現・関西聖書神学校）に入学する。
1928年に兵役検査を受け甲種合格であったが、くじ引きで丙種補充兵になった。
周囲の反対を振り切り、朝鮮に伝道をするために単身で朝鮮に行った。朝鮮の木浦に到着し、光州市の日本基督教会の田中義一牧師の下で世話になる。そこで田中に「どうして伝道しないのか」問うと、田中に「日本人は強盗で朝鮮人は被害者なのだ。・・・君は強盗の一人であり・・・そうした君が朝鮮人に罪を悔い改めよと言えるか・・（後略）」と諭され、朝鮮人になりきる道を選んだ。光州市を出て、京城に徒歩で行った。京城で朝鮮語を学んでから、城津まで行った。そこで、朝鮮語で説教をしたが、スパイと疑われて追放された。その後、炭鉱夫として働きながら伝道した。
1931年に茂山で警察に逮捕され拷問を受ける。殴られ続けたという。釈放された後、朝鮮北部の国境地帯を巡回伝道した。1932年に日本ホーリネス教会と関係のある朝鮮聖潔教会に加入した。そして、京城の東洋宣教会聖書学院に入学した。1934年に卒業し、自らが開拓した天然洞教会で正式な牧師になった。
1935年に日本に帰国して、日本ホーリネス教会の年会に出席した。年会で朝鮮伝道をしているただ一人の人物として、中田重治監督より紹介された。また、按手礼を受け、当時神学生だった米倉重子と結婚する。夫婦になり、朝鮮に戻る。
1937年12月、平壌の朝鮮人牧師の依頼で、神社参拝についての講演を行った。この公園で神社参拝を批判したことで、日本人警官に逮捕される。その時はすぐに釈放されるが、1938年1月、再逮捕され、水原の警察に移送され、拷問を受ける。その後京城に護送され、取調べを受けるが、不起訴処分で釈放される。その後、警察の妨害により朝鮮伝道は不可能になる。
1939年帰国して、日本神学校（現・東京神学大学）に入学した。1941年に日本神学校を卒業して、三河島教会で牧師をになる。1944年に三河島教会で朝鮮伝道15周年記念会が開かれる。
1945年の終戦後に、在日朝鮮人教会の要請で福岡教会の牧師になり、朝鮮への引揚者の援護活動を行う。この頃、田永福と朝鮮名に改名している。
1949年在日大韓基督教会の教会で牧会をする。1970年に同教会を辞任し、名誉牧師になった。1980年に心不全で死去する。